# 祁連高原鰍
祁連高原鰍（學名：Triplophysa qilianensis）為輻鰭魚綱鯉形目條鰍科高原鰍屬的其中一種。分布於亞洲中國青海省黑水河流域，體長可達11.9公分，棲息在河川底層水域，生活習性不明。

## 扩展阅读
維基物種上的相關：祁連高原鰍